# Sign “☮” the Times (film)
A Sign “☮” the Times egy 1987-es amerikai koncertfilm, amelyet Prince rendezett.
1987-ben, hogy kihasználja európai sikereit, Prince hosszan turnézott, hogy promotálja azonos című albumát. Ennek ellenére az Egyesült Államokban nem kifejezetten volt sikeres és az eladási számok visszaestek. Ekkor döntött úgy Prince, hogy felveszik egyik koncertjét és kiadják filmként Amerikában.
Szerepelt a filmben Prince együttese, aki csatlakozott hozzá a turnén: Cat Glover táncos, Boni Boyer és Doctor Fink billentyűkön, Levi Seacer Jr. basszusgitáros, Miko Weaver gitáros, Sheila E. dobos, Eric Leeds és Atlanta Bliss kürtösök, Wally Salford és Greg Brooks (a The Revolution éra testőrei).

## Háttér
A film eredetileg a rotterdami és antwerpeni fellépést tartalmazta volna június 26-29 között. A felvételeket nem találták megfelelőnek kiadásra, mert Prince nem volt elégedett a hangminőséggel. Michiel Hoogenboezem hangmérnök azt mondta a De Volkskrant-nak, hogy a felvételek maguk jók voltak. A felvételek végül Prince Paisley Park Stúdiójában vették fel. Eric Leeds szaxofonista azt mondta, hogy a film 80%-a jött végül a Paisley Park-i felvételekből.
A dalok össze vannak kötve egy narratíva szerint és a kritikusok elismerésben méltatták Prince-t, hogy jobb színész élőben, mint a sikertelen A telihold alatt filmmel ellentétben. Összességében 13 dal szerepel a filmen (11 a Sign o' the Times albumról, illetve a "Little Red Corvette" és Charlie Parker "Now's the Time" dalának feldolgozása). Az eredeti tervek szerint a teljes koncert szerepelt volna, ahol a "Purple Rain"-t, a "Kiss"-t, a "1999"-t, a "When Doves Cry"-t, a "Girls & Boys"-t, és a "Let's Go Crazy"-t is előadták.

## Zene
1. "Sign o' the Times"
2. "Play in the Sunshine"
3. "Little Red Corvette"/"Housequake"
4. "Slow Love"
5. "I Could Never Take the Place of Your Man"
6. "Hot Thing"
7. "Now's the Time" (Charlie Parker feldolgozás az együttestől Prince nélkül)
8. Drum solo by Sheila E.
9. "U Got the Look"
10. "If I Was Your Girlfriend"
11. "Forever in My Life"/"It"
12. "It's Gonna Be a Beautiful Night"
13. "The Cross"

## Kiadás, fogadtatás
A Sign o' the Times Detroitban premierelt 1987. október 29-én és november 20-án mutatták be országszerte 234 helyszínen. Annak ellenére, hogy Prince-et méltatták előadói képességeiért, a film kereskedelmileg sikertelen volt és nem sokáig volt mozikban. Az albumot se nagyon segítette a film. A következő évben megjelent VHS formátumban, nagyon népszerű lett és sokan méltatták, főleg az Egyesült Királyságban. A Q magazin négy csillagot adott neki, míg a Sky Magazine "minden idők legjobb koncertfilmje"-nek nevezte. A film 86%-os értékelést kapott a Rotten Tomatoes-on.
2005 elején jelent meg DVD-n Kanadában és a végül kivágott dalok így se kerültek nyilvánosságra. A Blu-Ray verzió Ausztráliában jelent meg 2012-ben. Az Egyesült Államokban DVD és Blu-Ray formátumban még nem jelent meg. 2017-ben a Showtime megszerezte a jogokat a film leadásához, illetve megvehető YouTube-on.